# Epilissus fantamattii
Epilissus fantamattii là một loài bọ cánh cứng trong họ Bọ hung (Scarabaeidae).